# 胡寿根 (工程师)
胡寿根（1959年9月—2017年3月6日）是一位中国工程师与教授、博士生导师，从事流体力学、流体机械及流体动力工程的教学与科研工作。

## 生平
1978年2月至1987年8月，就读于上海交通大学船舶及海洋工程系，先后获得工学学士、硕士和博士学位。1987年进入上海机械学院工作，历任流体力学教研室副主任、动力学院副院长、常务副院长，上海理工大学教务处处长、副校长。2004年5月至2013年1月，任上海第二工业大学校长。2013年1月被任命为上海理工大学校长。2017年3月6日逝世。